# Elina Avanesjanová
Elina Avanesjanová (rusky Элина Араратовна Аванесян, Elina Araratovna Avanesjan, * 17. září 2002 Pjatigorsk) je arménská profesionální tenistka, která do srpna 2024 reprezentovala rodné Rusko. Ve své dosavadní kariéře na okruhu WTA Tour nevyhrála žádný turnaj. V rámci okruhu ITF získala pět titulů ve dvouhře a devět ve čtyřhře.
Na žebříčku WTA byla nejvýše klasifikována ve dvouhře v březnu 2025 na 36. místě a ve čtyřhře v srpnu 2024 na 163. místě. Trénuje ji María José Llorca Ponsová.
Arménii začala reprezentovat v srpnu 2024. Na Cincinnati Open 2024 se stala první arménskou tenistkou, která zasáhla do hlavní soutěže okruhu WTA. Zároveň představovala vůbec první Arménku v první stovky žebříčku WTA.

## Tenisová kariéra
V rámci okruhu ITF debutovala v srpnu 2017, když na turnaji v Moskvě dotovaném 15 tisíci dolary obdržela divokou kartu. V úvodním kole podlehla krajance Alexandře Pospělovové ze sedmé světové stovky. Výkonnostní skok učinila v sezóně 2021, kdy se na žebříčku posunula ze 720. na 261. místo, při zápasové bilanci 48–19. Na okruh WTA Tour vstoupila dubnovým Copa Colsanitas 2022, hraným v Bogotě na antuce. Na úvod vyřadila stou hráčku žebříčku, Britku Harriet Dartovou, čímž dosáhla první výhry nad členkou elitní stovky klasifikace. Přes Italku Lucrezii Stefaniniovou postoupila do čtvrtfinále, v němž prohrála s nejvýše nasazenou Kolumbijkou Camilou Osoriovou ze čtvrté desítky.

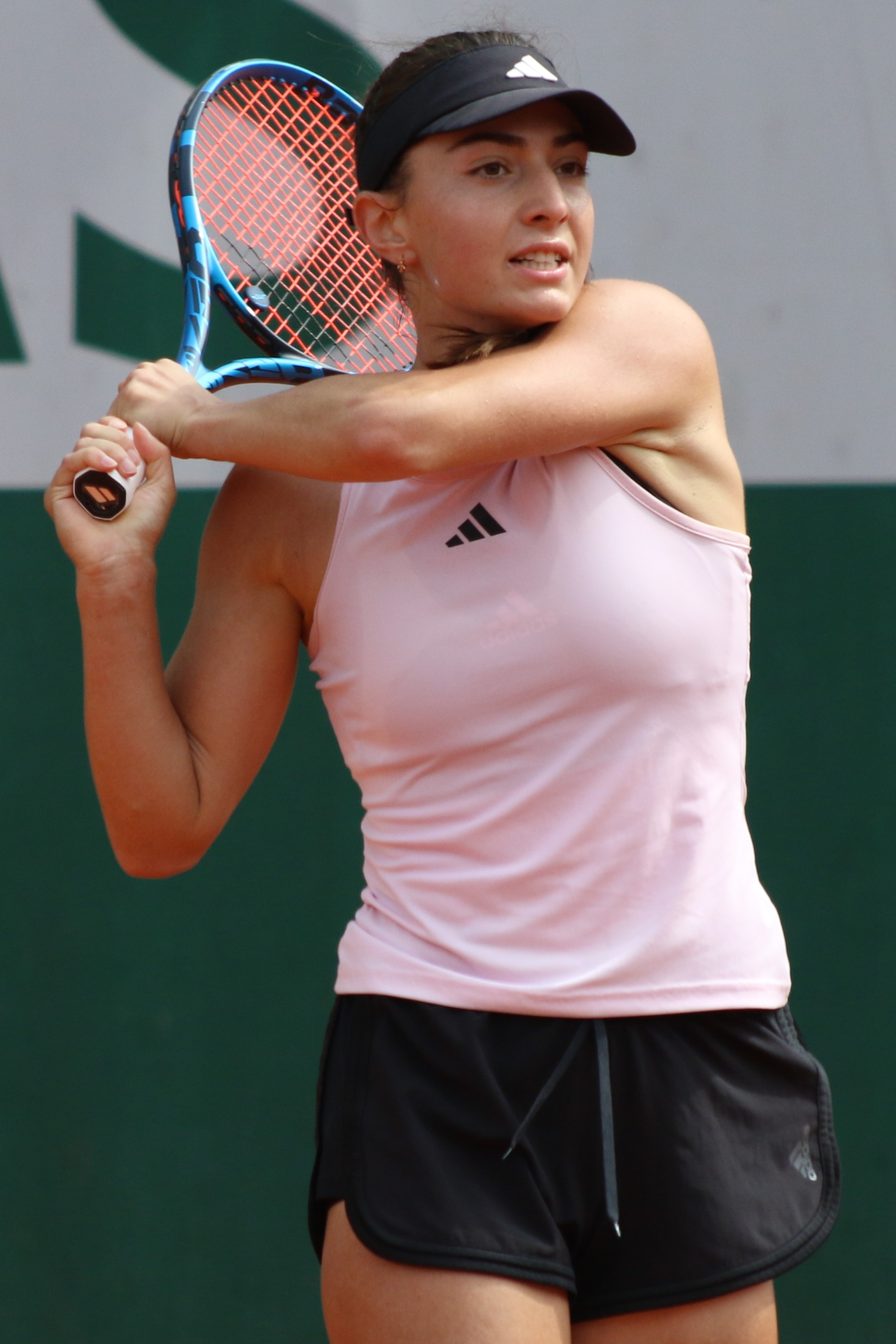
Na French Open 2023 se stala pátou šťastnou poraženou v osmifinále grandslamu

První turnaj z kategorie WTA 1000 odehrála na květnovém Internazionali BNL d'Italia 2022 v Římě. Jako 146. hráčka pořadí prošla kvalifikací, v níž zdolala Američanky Harrisonovou a světovou jednašedesátku Brengleovou, proti níž si připsala druhé vítězství nad tenistkou z Top 100. V římské dvouhře však vypadla se sedmnáctou ženou klasifikace Jelenou Rybakinovou. Kvalifikační síto zvládla i na červencovém Palermo Ladies Open 2022, kde dvakrát po sobě porazila Brazilku Carolinu Alvesovou, než ji ve druhém kole dvouhry zastavila Italka Lucia Bronzettiová.
V hlavní soutěži grandslamu debutovala ženským singlem US Open 2022 po zvládnuté tříkolové kvalifikaci, v níž na její raketě dohrály Laura Pigossiová, Maja Chwalińská a Mojuka Učidžimová. V úvodním newyorském kole však nenašla recept na Srbku Aleksandru Krunićovou z konce světové stovky. Přes Lindu Fruhvirtovou postoupila do dvouhry Guadalajara Open Akron 2022 v úrovni WTA 1000, kde jí časnou stopku vystavila Viktoria Azarenková.
Přestože proti Američance Kayle Dayové nezvládla tříhodinové kvalifikační kolo French Open 2023, do pařížské dvouhry se probojovala díky odstoupení Kalinské. S Dayovou prohospodařila vedení 5–3 na gamy v rozhodující sadě i poměr míčů 4–1 v závěrečném supertiebreaku. V singlu pak vyřadila světovou dvanáctku Belindu Bencicovou, znamenající první výhru nad členkou z elitní dvacítky, Francouzku Leolii Jeanjeanovou, a ve třetím kole otočila průběh s Dánkou Clarou Tausonovou po ztrátě úvodního setu. Stala se tak první šťastnou poraženou osmifinalistkou na Roland Garros od Nizozemky Jagermanové v roce 1988, a celkově pátou takovou hráčkou v otevřené éře grandslamu po Strachoňové (Roland Garros 1980), Gilbertové (Roland Garros 1982), Jagermanové (Roland Garros 1988) a Gaidanové (US Open 1993). Ve čtvrtém kole ji vyřadila Karolína Muchová po dvousetovém průběhu.

## Finále na okruhu WTA Tour
| Legenda                  |
| ------------------------ |
| D – dvouhra; Č – čtyřhra |
| Grand Slam (0)           |
| Turnaj mistryň (0)       |
| WTA 1000 (0)             |
| WTA 500 (0)              |
| WTA 250 (0–1 D)          |

### Dvouhra: 0 (0–1)
| Stav       | č. | datum             | turnaj         | kategorie | povrch | soupeřka ve finále | výsledek           |
| ---------- | -- | ----------------- | -------------- | --------- | ------ | ------------------ | ------------------ |
| Finalistka | 1. | 26. července 2024 | Jasy, Rumunsko | WTA 250   | antuka | Mirra Andrejevová  | 7–5, 5–7, 0–4skreč |

## Tituly na okruhu ITF
| Dotace turnajů okruhu ITF | Dotace turnajů okruhu ITF |
| ------------------------- | ------------------------- |
| 100 000 $ tournaments     | 80 000 $ tournaments      |
| 60 000 $ tournaments      | 40 000 $ tournaments      |
| 25 000 $ tournaments      | 15 000 $ tournaments      |

### Dvouhra (5 titulů)
| Č. | datum       | turnaj              | povrch | poražená finalistka  | výsledek           |
| -- | ----------- | ------------------- | ------ | -------------------- | ------------------ |
| 1. | září 2019   | Šymkent, Kazachstán | antuka | Tamara Čurovićová    | 6–2, 7–5           |
| 2. | duben 2021  | Káhira, Egypt       | antuka | Eri Šimizuová        | 6–1, 6–0           |
| 3. | květen 2021 | Káhira, Egypt       | antuka | Žibek Kulambajevová  | 3–6, 6–4, 6–4      |
| 4. | srpen 2021  | Versmold, Německo   | antuka | Federica Di Sarraová | 6–7(4–7), 6–2, 6–2 |
| 5. | květen 2023 | Wiesbaden, Německo  | antuka | Jaimee Fourlisová    | 6–2, 6–0           |

### Čtyřhra (9 titulů)
| Č. | datum         | turnaj                   | povrch | spoluhráčka          | poražené finalistky                             | výsledek         |
| -- | ------------- | ------------------------ | ------ | -------------------- | ----------------------------------------------- | ---------------- |
| 1. | srpen 2019    | Moskva, Rusko            | antuka | Taisja Pačkaljovová  | Jekatěrina Makarovová Sviatlana Piraženková     | 6–2, 7–5         |
| 2. | září 2019     | Šymkent, Kazachstán      | antuka | Viktoryja Kanapacká  | Jekatěrina Dmitričenková Avelina Sajfetdinovová | 6–3, 6–0         |
| 3. | listopad 2020 | Šarm aš-Šajch, Egypt     | tvrdý  | Iryna Šmanovičová    | Valentina Ryserová Lulu Sunová                  | 6–4, 6–1         |
| 4. | listopad 2020 | Káhira, Egypt            | antuka | Anna Kubarevová      | Anastasia Nefedovová Jazmín Ortenziová          | 6–3, 7–5         |
| 5. | leden 2021    | Káhira, Egypt            | antuka | Lexie Stevensová     | Gloria Ceschiová Marion Viertlerová             | 6–1, 6–2         |
| 6. | leden 2021    | Káhira, Egypt            | antuka | Lexie Stevensová     | Emma Davisová Anastasia Nefedovová              | 6–1, 6–2         |
| 7. | duben 2021    | Káhira, Egypt            | antuka | Park So-hyun         | Barbora Matúšová Anastasija Zolotarevová        | 6–4, 6–4         |
| 8. | duben 2021    | Káhira, Egypt            | antuka | Marija Timofejevová  | Isabelle Haverlagová Merel Hoedtová             | 1–6, 6–4, [10–8] |
| 9. | srpen 2021    | San Bartolomé, Španělsko | antuka | Oxana Selechmetěvová | Arianne Hartonová Olivia Tjandramuliová         | 7–5, 6–2         |